# 琵琶湖国定公園
琵琶湖国定公園（びわこ こくてい こうえん、英語名：Biwako Quasi-National Park）は、日本の滋賀県にある琵琶湖を中心とした国定公園である。
1950年（昭和25年）7月24日（官報での告示日）、日本初の国定公園に指定された。一部地域は京都府が含まれる。
国立公園と国定公園のうち富士箱根伊豆国立公園、瀬戸内海国立公園に次いで公園利用者が多い。

## 面積
- 97,601ha

滋賀県域：95,958ha
京都府域：1,643ha

## 公園区域（保護規制別）
滋賀県における区域の詳細は、生物多様性しがマップの「自然公園」の項目を参照。

### 特別地域

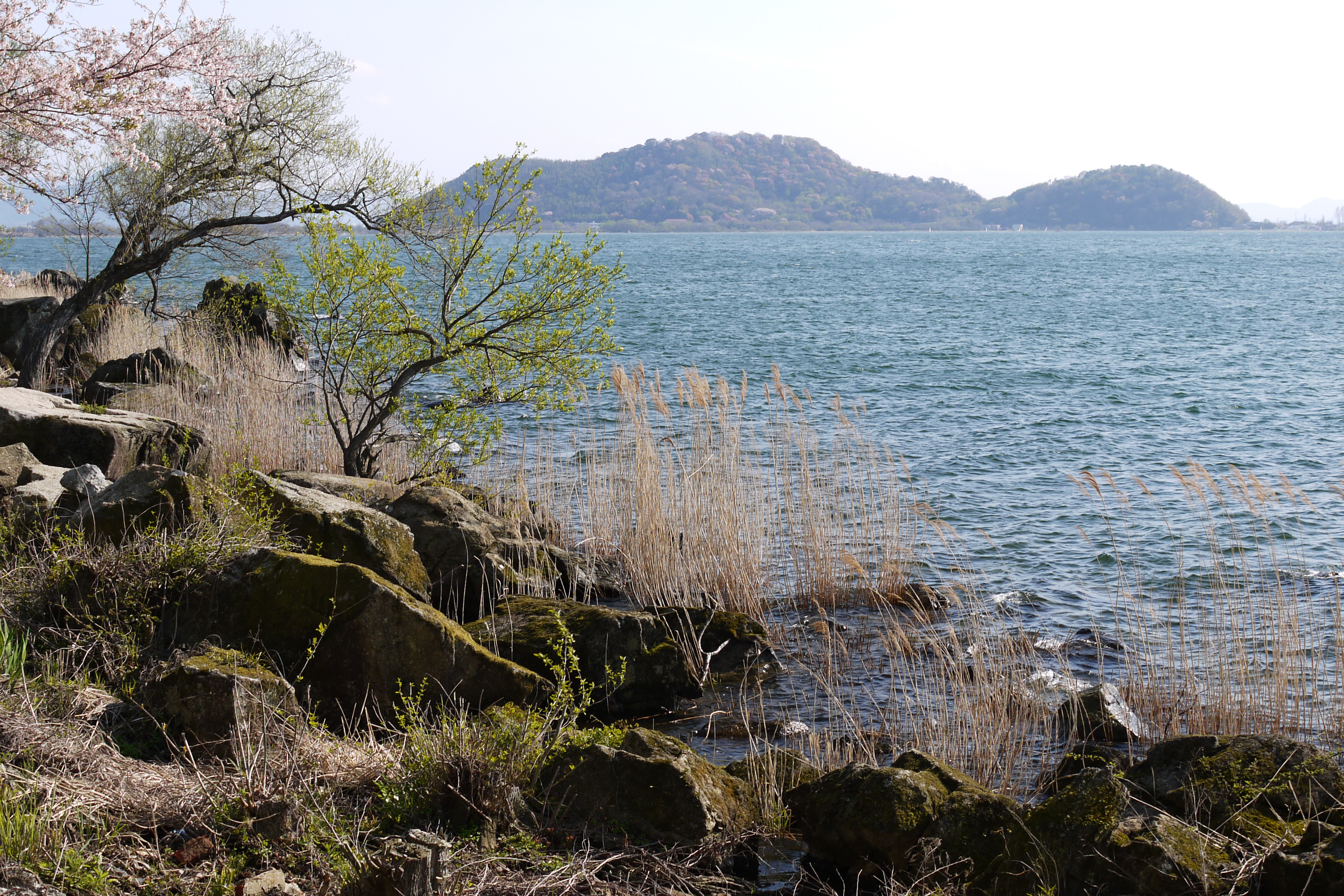
琵琶湖中部湖岸（第2種特別地域）

特別保護地区（面積153ha）
- 湖北山岳湖岸
- 沖の白石
- 野坂山地の一部
- 竹生島の一部
- 伊吹山の一部

第1種特別地域（面積4,964ha）
- 彦根城
- 安土城
- 延暦寺
- 多景島ほか

第2種特別地域（面積71,282ha）
- 比良山の一部
- 霊仙山の一部
- 逢坂山の一部
- 沖島ほか

第3種特別地域（面積18,086ha）
- 八幡山の一部（八幡山ロープウェーを含む）
- 音羽山の一部
- 瀬田川の一部ほか

### 普通地域
- 面積3187ha
  - 大津港・彦根港・長浜港の各区域、ならびにその周辺湖域など

## 観光スポット
- 琵琶湖八景：琵琶湖国定公園の指定を契機に選定された八景。

### 主な山
- 伊吹山（標高1,377.3m）
- 武奈ヶ岳（標高1,214m）[7][8]
- 蓬萊山（標高1,174m）[8]
- 霊仙山（標高1,094m）
- 比叡山（標高848.3m）

### 主な島
- 竹生島
- 多景島
- 沖島

### 主な川・湖
- 瀬田川
- 宇治川
- 琵琶湖

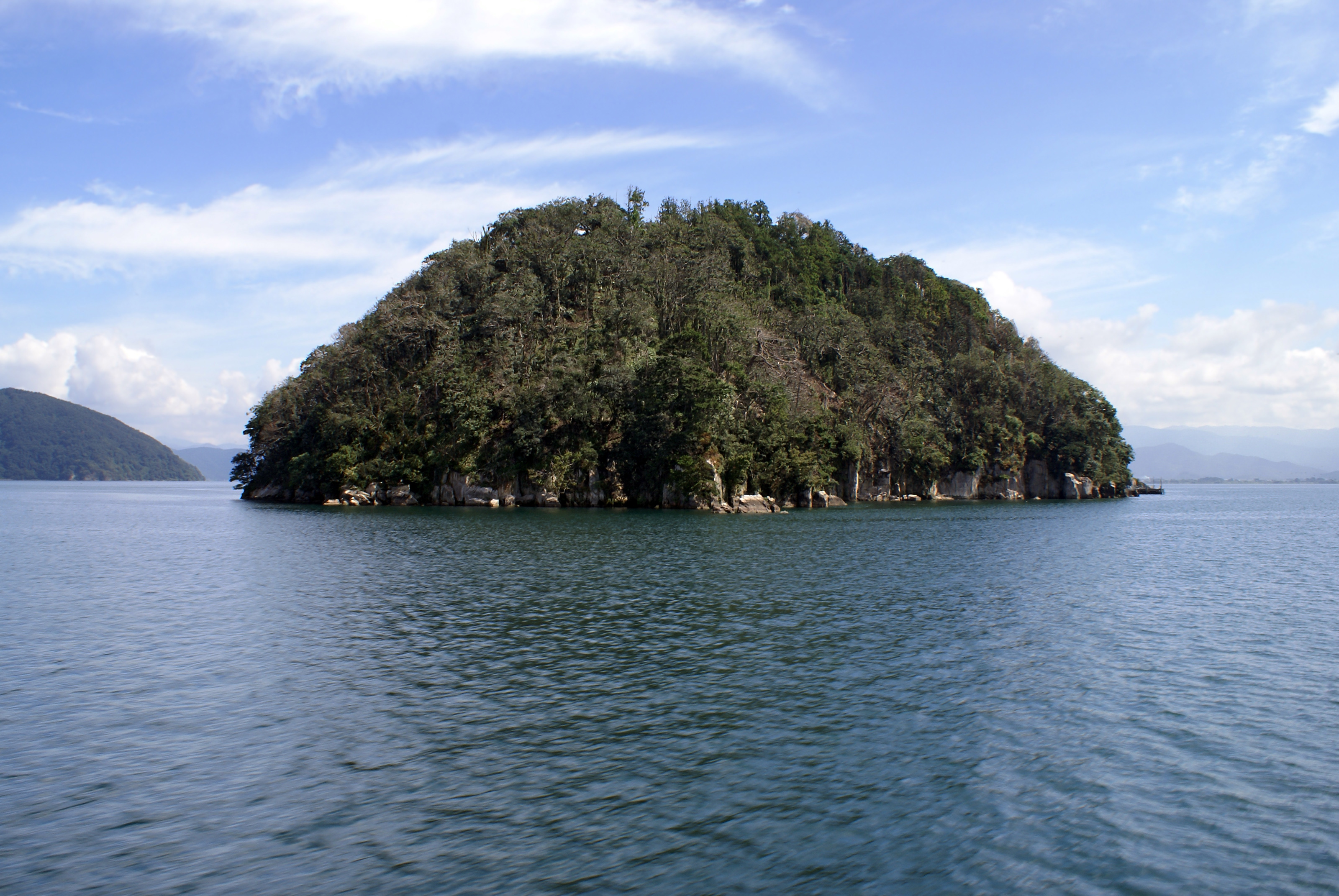
竹生島
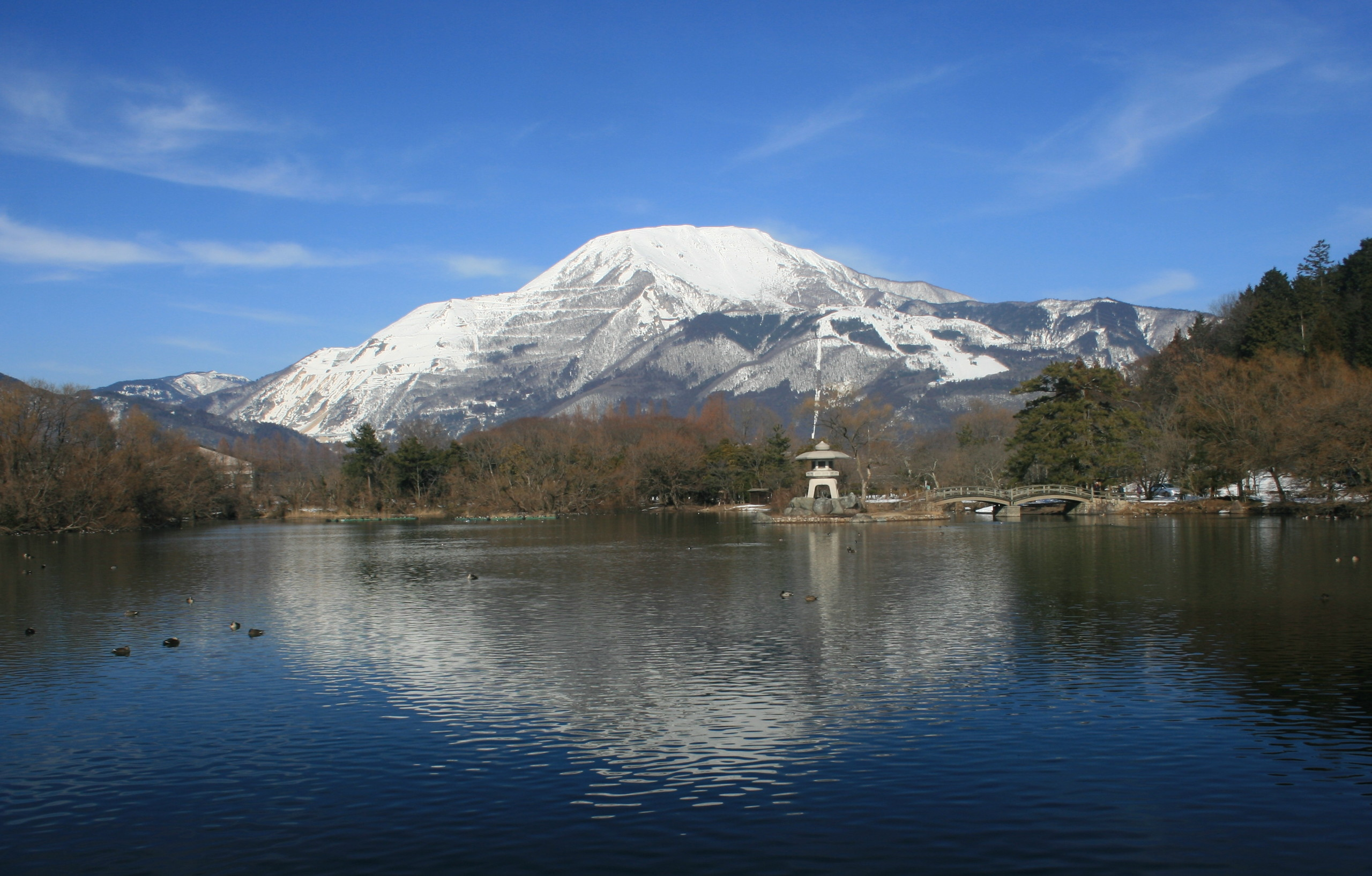
三島池と伊吹山
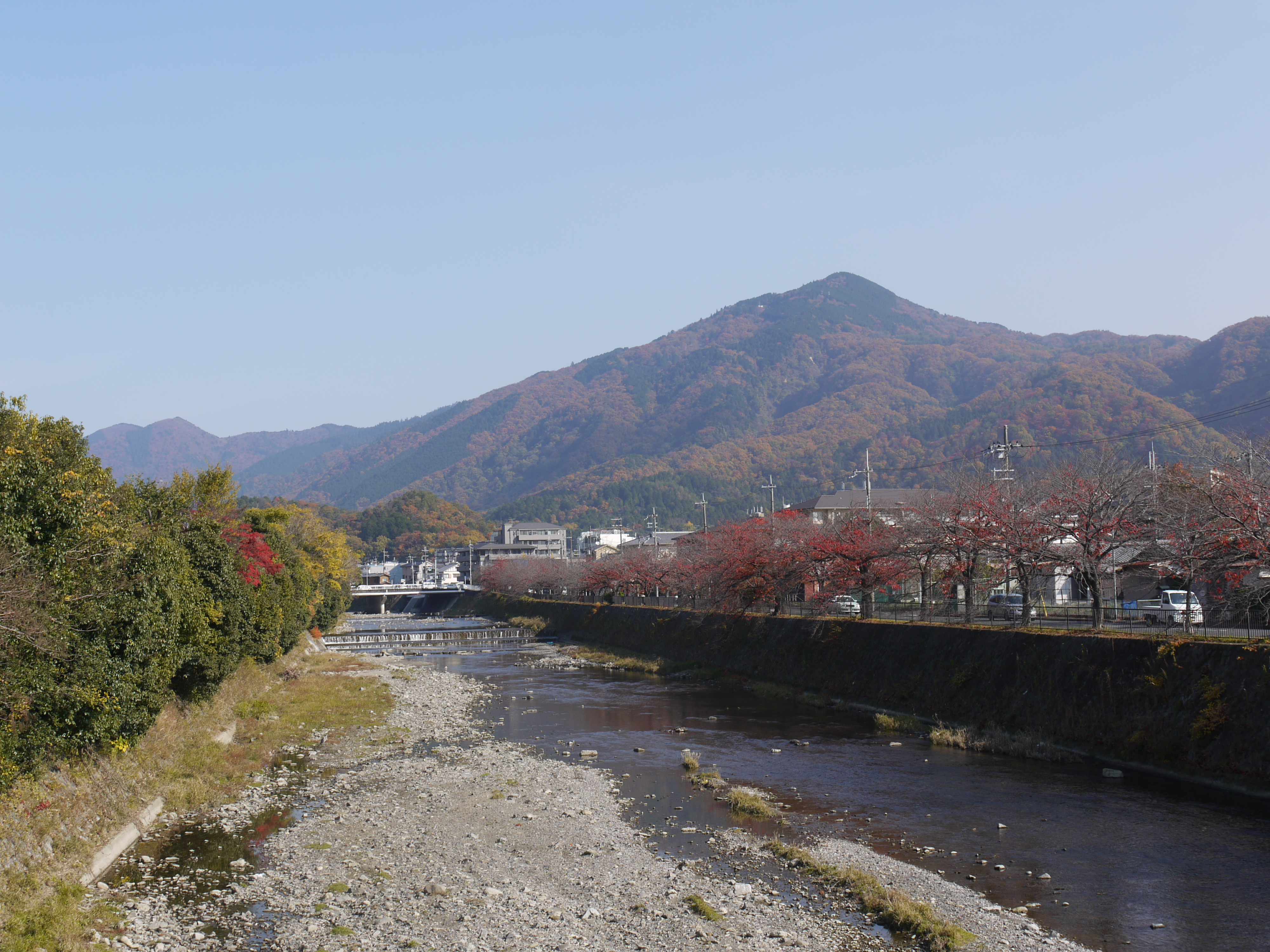
比叡山
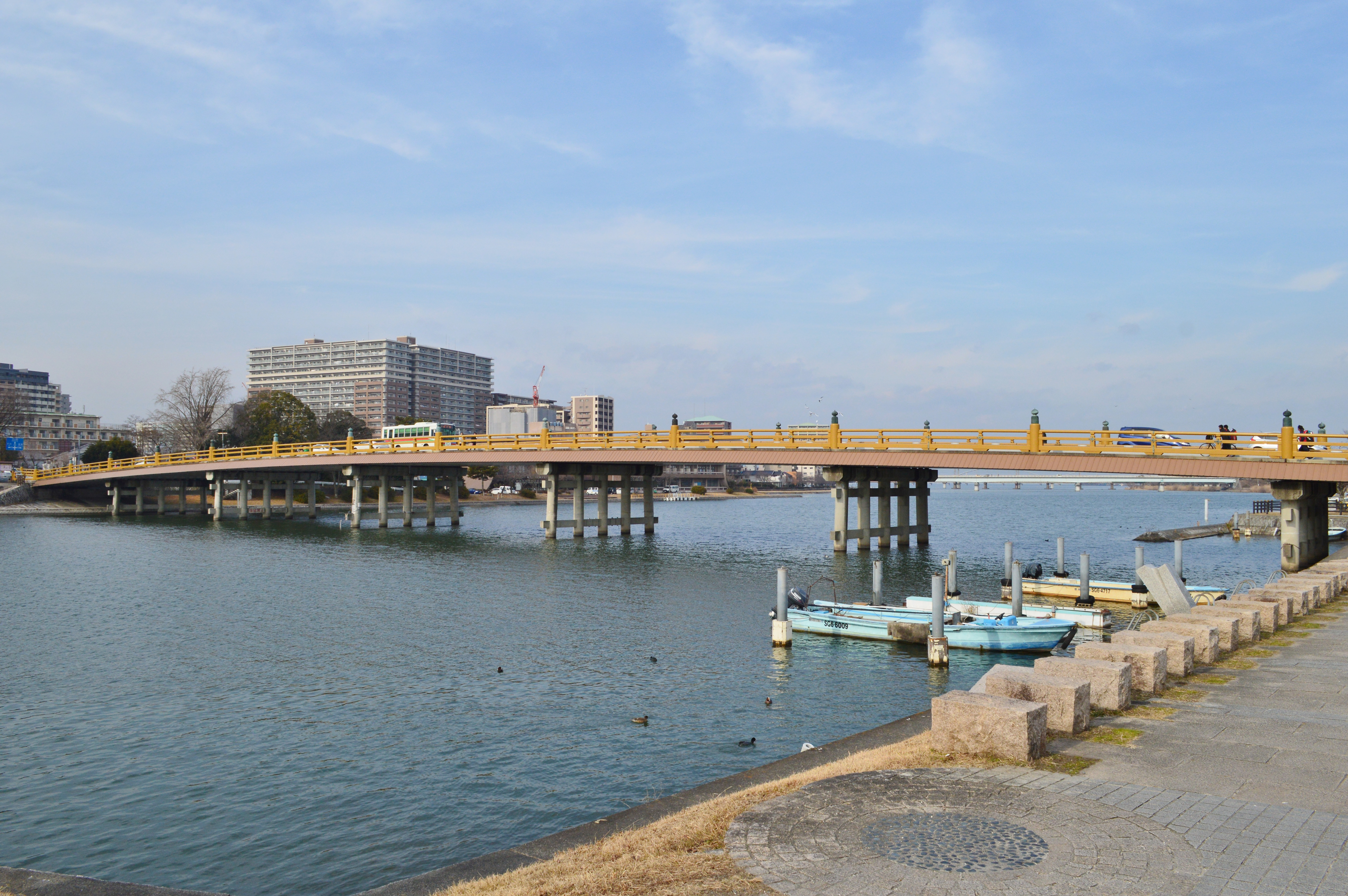
瀬田の唐橋
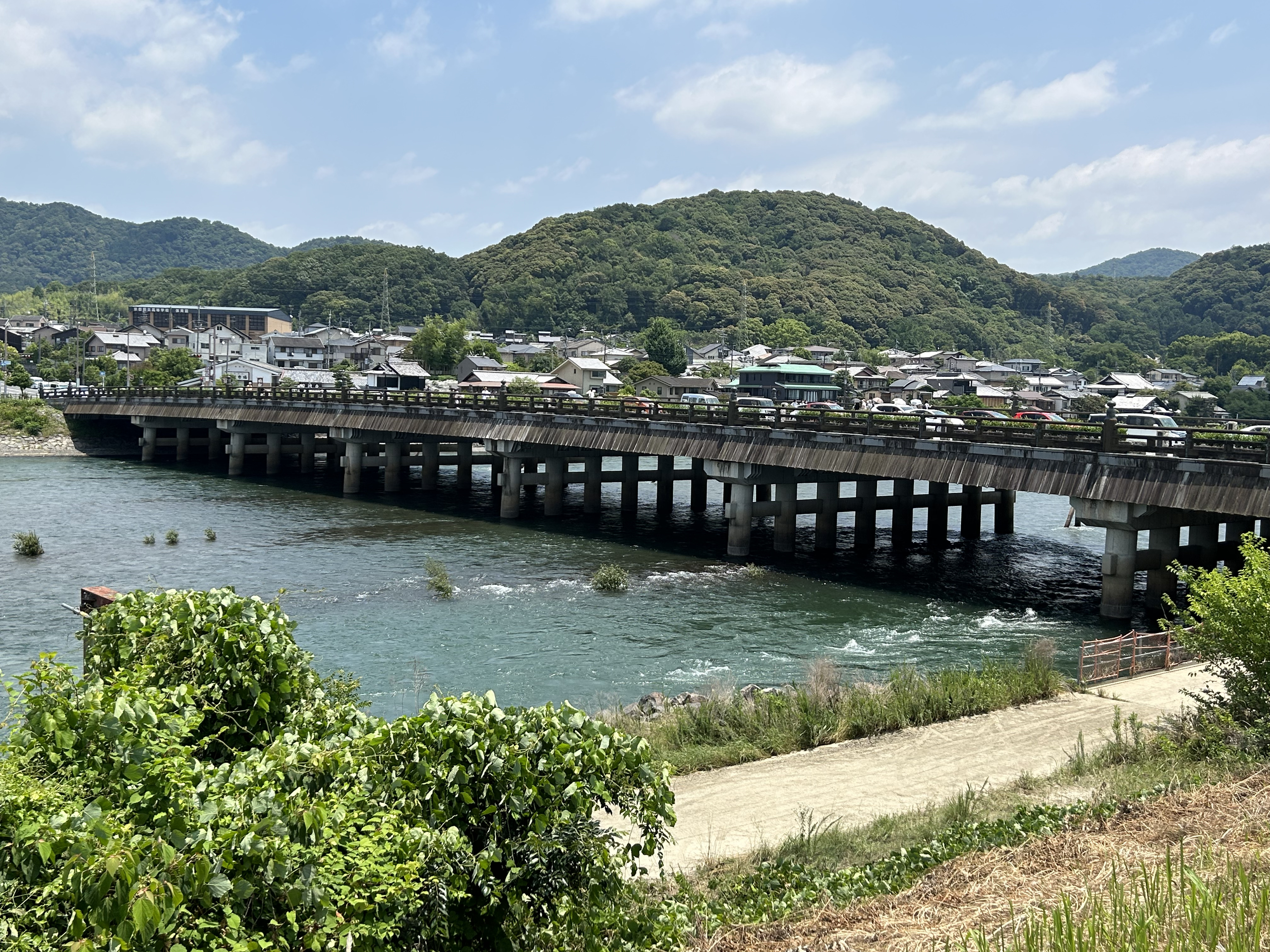
宇治橋

## 関連市町村

### 滋賀県
- 大津市
- 草津市
- 守山市
- 野洲市
- 近江八幡市[1]
- 東近江市
- 彦根市
- 米原市
- 長浜市
- 高島市
- 犬上郡多賀町

### 京都府
- 京都市左京区
- 宇治市
- 綴喜郡宇治田原町